# Costi di apprendimento
Quando si elabora una strategia di leadership di costo si devono tenere presenti le determinanti di costo; tra queste si hanno i costi di apprendimento, ossia quei costi che si riducono all'aumentare del tempo di esistenza dell'impresa sul mercato, perché col passare del tempo si acquisisce maggiore esperienza, consentendo una riduzione dei tempi di produzione e magari delle materie prime utilizzate.
In riferimento alle persone, si parla di "learning by doing", riferendosi all'intera organizzazione si parla di "apprendimento organizzativo": l'organizzazione (per esempio impresa) sviluppa dei meccanismi interni che comportano una riduzione dei costi.